# Prunus subg. Cerasus
Sous-genre
Synonymes
- Cerasus Mill., 1754[1]
- Prunus sect. Mahaleb Koehne, 1893[2]
- Cerasus subgen. Padellus (Vassilcz.) Buzunova, 2001[3]

Prunus subg. Cerasus est un sous-genre de plantes à fleurs du genre Prunus dans la famille des Rosaceae. Ce sont les vrais cerisiers.
Le sous-genre est originaire des régions tempérées de l'hémisphère Nord, avec deux espèces en Amérique du Nord (P. emarginata et P. pensylvanica), quatre en Europe (P. avium, P. cerasus, P. fruticosa et P. mahaleb), deux en Afrique du Nord (P. avium and P. mahaleb), et les autres en Asie.

## Espèces
- Prunus apetala (Siebold & Zucc.) Franch. & Sav.
- Prunus avium (L.) L.
- Prunus campanulata Maxim.
- Prunus canescens Bois.
- Prunus caudata Franch.
- Prunus cerasoides D. Don.
- Prunus cerasus L.
- Prunus clarofolia C.K.Schneid.
- Prunus conadenia Koehne
- Prunus conradinae Koehne
- Prunus crataegifolia Hand.-Mazz.
- Prunus cyclamina Koehne
- Prunus discadenia Koehne
- Prunus discoidea (T.T.Yu & C.L.Li) Z.Wei & Y.B.Chang
- Prunus dolichadenia Cardot
- Prunus emarginata (Douglas ex Hook.) Walp.
- Prunus fruticosa Pall.
- Prunus hainanensis (G.A.Fu & Y.S.Lin) H.Yu, N.H.Xia & H.G.Ye
- Prunus hefengensis (X.R.Wang & C.B.Shang) Y.H.Tong & N.H.Xia
- Prunus henryi (C.K.Schneid.) Koehne
- Prunus himalaica Kitam.
- Prunus incisa Thunb.
- Prunus itosakura Siebold
- Prunus jamasakura Siebold ex Koidz.
- Prunus leveilleana Koehne (syn. Prunus verecunda (Koidz.) Koehne)
- Prunus maackii Rupr. (syn. Prunus glandulifolia Rupr. & Maxim.)
- Prunus mahaleb L.
- Prunus matuurai Sasaki
- Prunus maximowiczii Rupr.
- Prunus mugus Hand.-Mazz.
- Prunus nipponica Matsum.
- Prunus pananensis Z.L.Chen, W.J.Chen & X.F.Jin
- Prunus patentipila Hand.-Mazz.
- Prunus pensylvanica L.f.
- Prunus pleiocerasus Koehne
- Prunus polytricha Koehne
- Prunus pseudocerasus Lindl.
- Prunus pusilliflora Cardot
- Prunus rufa Wall ex Hook.f.
- Prunus rufoides C.K.Schneid. (syn. Prunus dielsiana C.K. Schneid.)
- Prunus sargentii Rehder
- Prunus schneideriana Koehne
- Prunus serrula Franch.
- Prunus serrulata Lindl.
- Prunus shikokuensis (Moriya) H.Kubota
- Prunus speciosa (Koidz.) Ingram
- Prunus stipulacea Maxim.
- Prunus sunhangii D.G.Zhang & T.Deng
- Prunus szechuanica Batalin
- Prunus takasagomontana Sasaki
- Prunus takesimensis Nakai
- Prunus tatsienensis Batalin
- Prunus transarisanensis Hayata
- Prunus trichantha Koehne
- Prunus trichostoma Koehne
- Prunus veitchii Koehne ()
- Prunus xingshanensis Huan C.Wang
- Prunus yaoiana (W.L.Cheng) Y.H.Tong & N.H.Xia
- Prunus yunnanensis Franch.

hybrides
- Prunus × chichibuensis H.Kubota & Moriya
- Prunus × compta (Koidz.) Tatew.
- Prunus × dawyckensis Sealy
- Prunus × eminens Beck
- Prunus × fontanesiana (Spach) C.K.Schneid.
- Prunus × furuseana Ohwi
- Prunus × gondouinii (Poit. & Turpin) Rehder
- Prunus × hisauchiana Koidz. ex Hisauti
- Prunus × incam Ingram ex R.T.Olsen & Whittem.
- Prunus × javorkae Kárpáti
- Prunus × juddii E.S.Anderson
- Prunus × kanzakura Makino
- Prunus × kubotana Kawas.
- Prunus × lannesiana (Carrière) E.H.Wilson
- Prunus × mitsuminensis Moriya
- Prunus × miyasakana H.Kubota
- Prunus × mohacsyana Kárpáti
- Prunus × nudiflora (Koehne) Koidz.
- Prunus × oneyamensis Hayashi
- Prunus × parvifolia (Matsum.) Koehne
- Prunus × pugetensis Jacobson & Zika
- Prunus × sacra Miyoshi
- Prunus × schmittii Rehder
- Prunus × sieboldii (Carrière) Wittm.
- Prunus × stacei Wójcicki
- Prunus × subhirtella Miq.
- Prunus × syodoi Nakai
- Prunus × tschonoskii Koehne
- Prunus × yedoensis Matsum.
- Prunus × yuyamae Sugim.